# Хусеин Рыфкы Крымский
Хусейн Рыфкы Тамани ибн Мухаммад ибн Къырым Газы (крымскотат. Üsein Rıfqı Tamaniy ibn Muhammed ibn Qırım Ğazı, Усеин Рыфкъы Таманий ибн Мухаммед ибн Къырым Гъазы) — выдающийся ученый-математик конца XVIII — начала XIX века, государственный деятель Османской империи в период реформ Низам-и Джедид. Выходец из Крымского ханства. Хусейн Рыфкы Крымский в начале XIX века в течение одиннадцати лет был башходжой, руководил Султанским сухопутным военно-инженерным училищем (Мюхендисхане-и Берри-и Хумаюн, «Mühendishâne-i Barri-i Hümâyûn») в Стамбуле. Отец Эмина-паши.

## Биография
Хусейн Рыфкы Тамани родился на Таманском полуострове — провинции Крымского ханства в 1750-х годах, но точная дата его рождения неизвестна. О жизни учёного до 1793 года известно мало. Буюк Хусейн-эфенди, как его уважительно называли, упоминается как выдающийся математик того времени. О многогранности его знаний свидетельствует владение иностранными языками: кроме османского языка он знал арабский, персидский, английский, французский, итальянский и латынь.
Весной 1794 года он назначен экинджи-халифом, то есть вторым ассистентом, в Мюхендисхане-и Хумаюн. А с 1801 года стал там ходжой-преподавателем. После реорганизации училища в 1806 году назначен башходжой — фактически руководителем учебного заведения. На этой должности находился в течение одиннадцати лет, совмещая административные функции с педагогической работой и научной деятельностью: работа в Султанском училище предусматривала в первую очередь преподавательскую деятельность и подготовку соответствующей учебной литературы. Для оптимизации учебного процесса Хусейн Рыфкы использовал опыт работы передовых на то время европейских военных учебных заведений. Переводя работы западных ученых он перерабатывал исходные материалы, придерживаясь при этом традиций классической османской науки, добавляя свои собственные исследования.
Как ученый Хусейн Рыфкы Тамани синтезировал научные подходы западной и османской науки. Его труды стали краеугольным камнем в фундаменте османской математической науки начала XIX века. Он сделал перевод на османский язык трудов европейских ученых, а также собственных научных исследований по геометрии, инженерии и военному делу, астрономии, географии и других наук. Его учебники стали практически на столетие основой при изучении точных наук в военных учебных заведениях Османской империи. Большинство трудов Хусейна Рыфкы связана с практическим применением геометрии в различных отраслях.
Известные труда Хусейна Рыфкы Тамани:
- «Логаритма рисалеси (Logaritma Risâlesi)» — «Трактат о логарифмах» — перевод трудов европейских ученых и математические задачи самого Хусейна Крымского. Содержит информацию о логарифмах, задачи с их использованием и способы их решения. Издан в 1793 году.
- «Тельхис эль-Эшкаль (Telhis el-Eşkâl)» — «Короткое изложение геометрических фигур». Издавалась в 1801 и 1824 годах в Турции и в 1823 году в Египте.
- «Усуль-и Хендесе (Usûl-i Hendese)» — «Методы геометрии» — перевод с английского совместно с Селимом-эфенди «Элементов геометрии Евклида» Джона Боникасла (1789), в двух последних главах которого Рыфкы добавил материалы по тригонометрия из «Элементов геометрии Евклида» Роберта Симсона. Изданы в 1797, переиздавались в 1805, 1852, 1854 годах.
- «Имтихан эль-Мюхедндисин (İmtihan el-Mühendisîn)» — «Экзаменационные требования к инженеру» — учебник геометрии с 88 задачами с теоретическими и практическими приложениями и решениями. Издавался в 1805, 1830 и 1844 годах.
- «Меджмуа эль-Мюхендисин (Mecmûa el-Mühendisîn)» — «Свод знаний для инженера» — книга о применении геометрии при решении различных практических задач по географии, строительству, военному делу. Впервые издан в 1802. Переиздавался двадцать раз, последний раз в 1869 году.
- «Эль-Медхаль фи эль-Джографья (El-Medhal fi el-Coḡrafya)» — «Введение в географию» — часть большого труда Хусейна Тамани по астрономии; приведены сведения по географии, астрономии, геометрии, в частности об орбиты планет, созвездии, полюсе, меридиане и др. В 1876 году переиздавалось шесть раз.

Сохранились также семь рукописей Тамани на османском и арабском языках: на османском — «Usûl-i Istihkâmât» («Принципы фортификации»), «Müselesât-i Müsteviye» («Основы планиметрии»), «Usûl-i İnşa-i Tarik» («Принципы строительства дорог»), «Humbara Cedveli» («Артиллерийские таблицы», есть рукопись и на арабском), «Irtifa Risalesi» («углы возвышения») — арабски и другие.
Высоко оценивая профессионализм Хусейна Рыфкы султан Селим III поручал ему ведение переговоры с западными партнерами по закупке технологического оборудования. А свободное владение языками позволяло ему реализоваться на дипломатическом поприще. Продолжал научную и административную деятельность Хусейн Крымский и после свержения Селима III, в правление Мустафы IV и Махмуда II.
Умер Хусейн Рыфкы Тамани ибн Къырым Газы вскоре после посещения им Мекки в 1817 году в Медине, где и похоронен.